# Kanton Pointe-Noire
Kanton Pointe-Noire was een kanton van het Franse departement Guadeloupe. Kanton Pointe-Noire maakte deel uit van het arrondissement Basse-Terre en telde 7 689 inwoners (1999).
In 2015 werden het kanton samengevoegd met kanton Sainte-Rose-1.
Het kanton omvatte uitsluitend de gemeente Pointe-Noire